# تاریکی یک مرد
مرد تاریکی (به انگلیسی: Darkness of Man) یک فیلم اکشن و دلهره‌آور آمریکایی محصول سال ۲۰۲۴ به کارگردانی جیمز کالن برساک با بازی ژان-کلود ون دام، اریک رابرتس، کریستانا لوکن و شانن دوهرتی (در آخرین فیلم او که در زمان حیاتش منتشر شد)  است.
این فیلم در ۲۱ می ۲۰۲۴ (۱ خرداد ۱۴۰۳) به صورت ویدئو به‌درخواست منتشر شد.

## داستان
راسل هچ (با بازی ژان کلود ون دام)، یک مأمور پلیس اینترپل که نقش پدری را برای جیدن، پسر خبرچینی که در یک حمله معمولی کشته شده‌است، بر عهده می‌گیرد. سال‌ها بعد، هچ خود را می‌بیند که از جیدن و پدربزرگش در برابر گروهی از باندهای بی‌رحم در یک جنگ تمام عیار محافظت می‌کند و برای محافظت از جیدن (امرسون مین) و مبارزه با هرکسی که سر راه او قرار می‌گیرد، دست از کار نمی‌کشد. 

## بازیگران
- ژان-کلود ون دام … راسل هچ
- امرسون مین ... جیدن
- اریک رابرتس … لری
- کریستانا لوکن … کلر
- شانن دوهرتی … ویوین
- سینتیا روتراک … پرستار لزلی
- اسپنسر برسلین … کریس
- زاک وارد … الکسی
- گالادریل استاینمن … دانا
- آنا هار … بتانی
- جیمز کالن برساک … گوردون
- کریستوفر ون وارنبرگ … الگور
- استیکی فینگاز … یتس
- کریستوس اندروز … ویکتور

## تولید
در نوامبر ۲۰۲۲، اعلام شد که یک فیلم اکشن و دلهره‌آور با عنوان Darkness of Man در حال ساخت است و جیمز کالن برساک کارگردانی، تهیه‌کنندگی و نوشتن فیلمنامه آن را بر عهده دارد. ژان کلود ون دام برای نقش اصلی در نقش راسل هچ انتخاب شد. در فوریه ۲۰۲۳، کمپانی صبان فیلم حقوق پخش فیلم را به دست آورد.
در مارس ۲۰۲۴، با انتشار تریلر رسمی، مشخص شد که کریستنا لوکن، امرسون مین، اسپنسر برسلین، استیکی فینگاز و شانن دوهرتی به بازیگران پیوسته‌اند.